# Броварки (Глобинский район)
Брова́рки (укр. Броварки) — село,
Броварковский сельский совет,
Глобинский район,
Полтавская область,
Украина.
Код КОАТУУ — 5320680701. Население по данным 2024 года составляло 1079 человек.
Является административным центром Броварковского сельского совета, в который, кроме того, входят сёла
Вишенки,
Кирияковка,
Пелеховщина,
Петрашовка и
Посмашновка.

## Географическое положение
Село Броварки находится на левом берегу Кременчугского водохранилища (Днепр),
выше по течению на расстоянии в 1 км расположено село Бугаевка,
ниже по течению на расстоянии в 2,5 км расположено село Мозолиевка.
Рядом проходит автомобильная дорога Н-08.

## Происхождение названия
Название «Броварки» происходит от селитряных буртов — земляных валов, которые устраивали для искусственной добычи селитры. Эти валы называли броварками. Предполагают, что первое поселение возникло здесь около буртов-броварок в начале второй половины XVII века.
На территории Украины 4 населённых пункта с названием Броварки.

## История
- Село основано в начале второй половины XVII века.
- 1962 год — село Броварки вошло в состав Глобинского района вместе с территориями расформированного Градижского района.

## Экономика
- Птице-товарная ферма.
- ЧП «Полтаварыбхоз».
- ЧП «Агро-Броварки».
- ЧП «Броварки».

## Объекты социальной сферы
- Общеобразовательная школа 1—3 ст.
- Дом культуры.
- Детский сад.

## Религия
- Церковь Рождества Богородицы.